# Walter von Bergmann
Walter Friedrich Adolf von Bergmann (* 16. April 1864 in Magdeburg; † 7. März 1950 in Berlin) war ein deutscher General der Infanterie der Reichswehr.

## Leben

### Herkunft
Walter war der Sohn des späteren preußischen Generals der Infanterie Julius von Bergmann (1834–1908) und dessen Ehefrau Hermine, geborene Goering (* 1844).

### Militärkarriere
Bergmann trat am 15. April 1882 aus dem Kadettenkorps kommend als Fähnrich in das 2. Thüringische Infanterie-Regiment Nr. 32 der Preußischen Armee in Meiningen ein und wurde dort am 16. Oktober 1882 zum Sekondeleutnant befördert. Vom 6. Oktober 1888 bis 24. Oktober 1889 fungierte er als Bataillonsadjutant und wurde anschließend in gleicher Funktion in das Infanterie-Regiment Nr. 145 nach Metz versetzt. Als Premierleutnant (seit 22. März 1891) folgte vom 1. Oktober 1891 bis 31. Juli 1894 seine Kommandierung an die Kriegsakademie nach Berlin sowie seine zwischenzeitliche Versetzung am 25. März 1893 in das Brandenburgische Jäger-Bataillon Nr. 3 in Lübben. Zur weiteren Ausbildung kam Bergmann dann am 22. März 1895 in den Großen Generalstab, wurde am 19. März 1896 Hauptmann und verblieb dort bis zum 15. Dezember 1899. Man setzt Bergmann dann als Kompaniechef im 1. Badischen Leib-Grenadier-Regiment Nr. 109 in Karlsruhe ein und versetzte ihn am 22. April 1902 abermals in den Großen Generalstab. Kurze Zeit darauf erhielt Bergmann am 17. Mai 1902 die Ernennung zum Ersten Generalstabsoffizier der 30. Division sowie am 12. September 1902 die Beförderung zum Major. Als solcher war er vom 24. April 1904 bis 29. Januar 1906 in gleicher Funktion im Generalstab des XVI. Armee-Korps tätig. Anschließend folgte seine Versetzung in den Großen Generalstab und seine gleichzeitige Kommandierung in das Preußische Kriegsministerium. Dort übernahm er am 19. Dezember 1911 als Chef die Armee-Abteilung und wurde am 22. April 1912 zum Oberst befördert. Mit Wirkung vom 4. Juli 1913 ernannte man Bergmann zum Kommandeur des Infanterie-Regiments „Graf Bose“ (1. Thüringisches) Nr. 31 in Altona, dass er bis Kriegsbeginn befehligte.
Mit Ausbruch des Ersten Weltkriegs wurde Bergmann Oberquartiermeister der 1. Armee. Er erhielt kurz darauf den Rang als Brigadekommandeur und wurde an Heiligabend 1914 zum Generalmajor befördert. Als solcher war er vom 13. Mai bis 30. Juni 1915 Chef des Generalstabes der Armeegruppe Lochow, die an der Westfront bei La Bassée und Arras zum Einsatz kam. Anschließend setzte man ihn wieder als Oberquartiermeister bei der 1. Armee und ab 30. September 1915 in gleicher Funktion bei der 12. Armee ein. Anschließend fungierte er dort als Chef des Generalstabes. Kurzzeitig war Bergmann dann Chef des Generalstabes der 8. Armee, wurde am 16. November 1916 von seinem Posten abgelöst und als Offizier von der Armee zur Verfügung gestellt. Am 28. November 1916 berief man Bergmann dann zum Chef des Generalstabes der Militärverwaltung Rumänien. Dort war er bis zum 24. Februar 1917 tätig und übernahm dann als Kommandeur die 113. Infanterie-Division, die anfangs unter dem Kommando der Armeeabteilung C westlich von Mülhausen im Elsass stand und in Stellungskämpfe verwickelt war. Im Rahmen der Frühjahrsoffensive 1918 konnten erheblich Erfolge mit der Einnahme von Maissemy und der Verfolgung des Feindes bis in den Raum Montdidier realisiert werden. Dafür wurde ihm am 8. Mai 1918 der Orden Pour le Mérite verliehen. Am 15. Juni 1918 folgte seine Beförderung zum Generalleutnant und als solcher wurde Bergmann am 22. September 1918 mit der Führung des Generalkommandos z. b. V. 66, welche er bis Kriegsende innehatte, beauftragt.
Nach Kriegsende stellte man ihn als Offizier von der Armee abermals zur Verfügung, ernannte ihn aber am 19. Januar 1919 zum Kommandeur der 13. Division. In der Reichswehr war Bergmann ab 8. Oktober 1919 Befehlshaber des Wehrkreises V (Stuttgart), ab 8. April 1920 Führer des Reichswehr-Gruppenkommandos 1 sowie ab 27. September 1920 dessen Oberbefehlshaber. In dieser Funktion folgte am 18. Dezember 1920 die Beförderung zum General der Infanterie. Bergmann schied am 31. Dezember 1922 aus dem aktiven Dienst aus und wurde in den Ruhestand versetzt.
Nach seiner Verabschiedung wurde Bergmann am 31. Oktober 1925 zum Chef des 6. Infanterie-Regiments in Lübeck mit Oberst Hartwig von Bülow als Regimentskommandeur anschließend am 20. April 1937 zum Chef des Infanterie-Regiments 90 in Hamburg ernannt.

## Auszeichnungen
- Eisernes Kreuz II. und I. Klasse[2]
- Roter Adlerorden II. Klasse mit Schwertern und Eichenlaub[2]
- Kronenorden II. Klasse mit Schwertern und Stern[2]
- Verwundetenabzeichen (1918) in Schwarz[2]
- Dienstauszeichnungskreuz[2]
- Bayerischer Militärverdienstorden II. Klasse[2]
- Komtur I. Klasse des Albrechts-Ordens mit Schwertern[2]
- Komtur II. Klasse des Friedrichs-Ordens mit Schwertern[2]
- Komtur II. Klasse des Ordens vom Zähringer Löwen[2]
- Hanseatenkreuz Hamburg[2]
- Mecklenburgisches Militärverdienstkreuz II. Klasse[2]
- Mecklenburgisches Kreuz für Auszeichnung im Kriege II. Klasse[2]
- Ritterkreuz II. Klasse des Herzoglich Sachsen-Ernestinischen Hausordens mit Schwertern[2]
- Reußisches Ehrenkreuz I. Klasse mit Schwertern[2]
- Komtur des Franz-Joseph-Ordens[3]
- Eiserner Halbmond[2]